# ميزين
ميزين (بالروسية: Мезень) هي إحدى مدن روسيا في الكيان الفدرالي الروسي أوبلاست أرخانغلسك.

## المناخ
يظهر الجدول التالي التغييرات المناخية على مدار السنة لميزين:
| البيانات المناخية لـميزين         | البيانات المناخية لـميزين | البيانات المناخية لـميزين | البيانات المناخية لـميزين | البيانات المناخية لـميزين | البيانات المناخية لـميزين | البيانات المناخية لـميزين | البيانات المناخية لـميزين | البيانات المناخية لـميزين | البيانات المناخية لـميزين | البيانات المناخية لـميزين | البيانات المناخية لـميزين | البيانات المناخية لـميزين | البيانات المناخية لـميزين |
| الشهر                             | يناير                     | فبراير                    | مارس                      | أبريل                     | مايو                      | يونيو                     | يوليو                     | أغسطس                     | سبتمبر                    | أكتوبر                    | نوفمبر                    | ديسمبر                    | المعدل السنوي             |
| --------------------------------- | ------------------------- | ------------------------- | ------------------------- | ------------------------- | ------------------------- | ------------------------- | ------------------------- | ------------------------- | ------------------------- | ------------------------- | ------------------------- | ------------------------- | ------------------------- |
| متوسط درجة الحرارة الكبرى °م (°ف) | −12 (10)                  | −9 (16)                   | −3 (27)                   | 1 (34)                    | 8 (46)                    | 15 (59)                   | 18 (64)                   | 15 (59)                   | 10 (50)                   | 2 (36)                    | −3 (27)                   | −8 (18)                   | 3 (37)                    |
| المتوسط اليومي °م (°ف)            | −14.7 (5.5)               | −13.3 (8.1)               | −7.6 (18.3)               | −2.2 (28.0)               | 4 (39)                    | 10.5 (50.9)               | 14.5 (58.1)               | 12 (54)                   | 7.2 (45.0)                | 0.7 (33.3)                | −6.4 (20.5)               | −10.8 (12.6)              | −0.5 (31.1)               |
| متوسط درجة الحرارة الصغرى °م (°ف) | −18 (0)                   | −15 (5)                   | −10 (14)                  | −6 (21)                   | 0 (32)                    | 6 (43)                    | 10 (50)                   | 8 (46)                    | 3 (37)                    | −1 (30)                   | −8 (18)                   | −14 (7)                   | −4 (25)                   |
| الهطول مم (إنش)                   | 29.9 (1.18)               | 24.4 (0.96)               | 25.9 (1.02)               | 26.2 (1.03)               | 36.8 (1.45)               | 49.9 (1.96)               | 58.9 (2.32)               | 72.0 (2.83)               | 64.4 (2.54)               | 59.1 (2.33)               | 40.8 (1.61)               | 38.4 (1.51)               | 526.7 (20.74)             |
| المصدر: Weatherbase               |                           |                           |                           |                           |                           |                           |                           |                           |                           |                           |                           |                           |                           |